# Allen M. Sumner
Die USS Allen M. Sumner (DD-692) war das Typschiff ihrer Klasse an Zerstörern. Sie wurde nach Allen Melancthon Sumner, einem Captain des United States Marine Corps, benannt. Am 26. Januar 1944 wurde das Schiff in der New York Navy Yard in Dienst gestellt, ihr erster Kommandant war Norman J. Sampson.

## Geschichte
Die Allen M. Sumner begab sich nach ihrer Indienststellung zunächst auf eine Reihe von Trainingsmissionen nahe Bermuda, erst am 12. August 1944 begab sie sich über den Panamakanal in Richtung Pearl Harbor. Am 23. Oktober stieß sie zur Fast Carrier Task Force, der Hauptstreitkraft der USA im Pazifik, in der sie während des Zweiten Weltkriegs blieb. Sie nahm unter anderem an der Schlacht um Luzon teil.
In der Zeit vor dem Koreakrieg war die Allen M. Sumner an mehreren Missionen beteiligt, darunter Operation Crossroads, den großen Atomwaffentests auf dem Bikini-Atoll.
Während des Koreakriegs war die Allen M. Sumner Teil zahlreicher Missionen in Korea. Später, im Juli 1956, half der Zerstörer wegen der Sueskrise bei der Evakuierung amerikanischer Zivilisten aus Ägypten. Im Januar 1962 war die Sumner an der Seeblockade um Kuba beteiligt.
Am 7. Februar 1967 wurde die Allen M. Sumner nach Vietnam kommandiert. Sie agierte als Schutz für die Long Beach, ein Lenkraketenkreuzer. Später nahm sie an Küstenbombardements teil. Sie war an den Feierlichkeiten zum 20-jährigen Bestehen der NATO beteiligt.

## Auszeichnungen
Die Allen M. Sumner erhielt zwei Service Stars für ihre Dienste im Zweiten Weltkrieg – einen für den Koreakrieg, und zwei für den Vietnamkrieg.